# 부채 도사와 홍길동
"부채 도사와 홍길동"은 대한민국의 비유엠 영화 제작소에서 제작된 액션 코미디 영화이다.

## 상영정보
- 비디오출시 : 1991년 6월 (VHS, 비유엠 영화 제작소)

## 등장인물

### 주인공
- 이봉원 - 홍길동
- 장두석 - 부채 도사

### 주변 인물
- 이창희 - 난이
- 양동근 - 돌이
- 최영준 - 덜렁이

### 그 외 인물
- 이옥주 - 장미
- 이현주 - 멀대
- 윤남오 - 하마
- 임채윤 - 황금마왕
- 김성은 - 점순이
- 장동일 - 권진사
- 전문식 - 월하대사
- 허택진
- 남진모
- 장동오
- 김진관
- 이상도
- 채수억

### 아역
- 이희진
- 하경희

## 제작진
- 감독, 각본 : 조종우
- 조감독 : 권왕례
- 기록 : 최승호
- 제작총지휘 : 김춘범
- 촬영 : 허규범
- 조명 : 박성대
- 스틸 : 윤호영
- 기획, 음악 : 남우영
- 제작부장 : 방성철
- 제작진행 : 김형열
- 녹음 : 돌코녹음실
- 특수효과 : 정도안
- 무술감독 : 장동일
- 분장 : 이윤희
- 의상 : 이해윤

## 같이 보기
- 슈퍼 홍길동 시리즈